# Sønner av Norge
Sønner av Norge är den mest använda titeln på Norsk Nationalsang - Norges första nationalsång. 
Sången utsågs till vinnare efter att Selskapet for Norges Vel hade utlyst en tävling 1819 om att skriva en ny nationalsång för Norge. Henrik Anker Bjerregaard (1792—1842) skrev texten och melodin komponerades av Christian Blom (1782-1861). "Sønner av Norge" användes som nationalsång fram till dess att Ja, vi elsker dette landet kom 1864.